# اتامپ ۱۰۳۷۴
سیارک ۱۰۳۷۴ (به انگلیسی: 10374 Etampes، نامگذاری:1996GN19) ده هزار و سیصد و هفتاد و چهارمین سیارک کشف شده‌است که در ۱۵ آوریل ۱۹۹۶ کشف شد.
قدر مطلق سیارک برابر ۲۵٫۷ است.